# ورقة 50 ين
ورقة 50 ين (五十円紙幣) كانت فئة ورقية من الين الياباني أصدرت في الفترة من 1872 إلى 1958 (بشكل منفصلة). الإصداران الأولان من هذه الورقة نادران. أخر إصدار للعملة كانت أوراق سلسلة B من عام 1951 إلى عام 1958. استبدلت الأوراق النقدية بعملة 50 ين، ظلت أوراق السلسلة B قانونية، لأوراق العملة قيمة أكبر من قيمتها الاسمية عند جامعي العملات.

## الإصدار
أقدم ورقة 50 ين المصدرة في عصر ميجي من 1872 إلى عام 1899 نادرة جدًا اليوم ويوجد القليل منها موجودة منها اليوم. كان من المقرر إصدار السلسلة التالية من أوراق 50 ين في عام 1872 ولكن لم تطرح حتى عام 1927 بسبب أزمة شوا المالية. أوراق أول تصميمان نادران جدا وتقدر قيمتهما بملايين الين. أخر إصدار لأوراق 50 ين في الفترة من 1951 إلى 1958 ضمن أوراق السلسلة ب. والتي يطلق عليها أيضًا غير رسمي أوراق تاكاهاشي بسبب ظهور صورة رئيس الوزراء السابق كوريكيو تاكاهاشي على وجه العملة وعلى الظهر مبنى بنك اليابان وأبعاد الورقة 68×144 ملم. أصدرت عملة 50 ين في عام 1955 كان إصدرها بداية النهاية لورقة 50 ين واستخدمت العملتين معا. أخيرًا صدر أمر إيقاف في عام 1958.
في الوقت الحالي جميع أوراق السلسلة B قانونية ويمكن استبدلها بقيمتها الاسمية من البنوك. لا يُنصح باستبدال ورقة 50 ين في البنوك، حيث إن قيمتها أكبر بكثير من قيمتها الاسمية في سوق هواة الجمع.

## روابط خارجية
- Bank of Japan - Information about 50 yen "B series" notes.